# Hot (альбом Інни)
«Hot» (укр. Гаряче) — це дебютний студійний альбом румунської співачки Inna. Альбом спершу вийшов у Польщі 4 серпня 2009 року на лейблі Magic Records, а пізніше був презентований і у інших країнах. Пісні з альбому написало румунське тріо Play & Win, запис відбувався на їх власній студії у румунському місті Констанца, а також вони виступили продюсераим альбому.

## Список композицій
Автор музики і слів Play & Win (а також продюсер). 
| #                          | Назва                              | Тривалість |
| -------------------------- | ---------------------------------- | ---------- |
| 1.                         | «Hot»                              | 3:38       |
| 2.                         | «Love»                             | 3:40       |
| 3.                         | «Days Nights»                      | 3:23       |
| 4.                         | «Fever»                            | 3:26       |
| 5.                         | «Left Right»                       | 4:29       |
| 6.                         | «Amazing»                          | 3:25       |
| 7.                         | «Don't Let the Music Die»          | 3:35       |
| 8.                         | «On & On»                          | 4:39       |
| 9.                         | «10 Minutes»                       | 3:20       |
| 10.                        | «Ladies»                           | 5:08       |
| 11.                        | «Déjà Vu» (за участю Боба Тейлора) | 4:19       |
| 12.                        | «On & On» (Chillout Mix)           | 3:59       |
| Загальна тривалість: 44:05 |                                    |            |